# Håkan Steffansson
Håkan Steffansson, född 13 december 1822 i Sunnemo socken, Värmlands län, död 13 september 1872 i Valbo församling, Gävleborgs län, var en svensk mekaniker och disponent.
Håkan Steffansson var son till en bonde i Sunnemo och visade tidigt fallenhet för mekaniska arbeten. 1840 tog han anställning vid Sunnemohyttan som snickare på gjuteriets modellavdelning. Han arbetade därefter vid Lövstaholm och Dejefors bruk där han fick undervisning i ritning. Han vidareutbildade sig vid Bergsskolan i Filipstad och Teknologiska institutet i Stockholms praktiska avdelning. Under en period arbetade Steffansson i Finland under byggmästare Ahlströmer från Karmansbo som blivit bergsmekanikus vid Finländska Bergsstaten. Under tiden utförde Steffansson flera byggnadsprojekt vid Fiskars bruk. 1844 återkom han till Sverige och fick då flera byggprojekt i södra Sverige. 1850 erhöll han anställning vid Falu gruva som konstmästare, som Carl Gustaf Husbergs efterträdare. Under sin tid här utförde han flera viktiga insatser. Steffansson kom på idén att använda laggade trätuber som vattenledning som ersättning för de äldre träsumparna. Steffansson anlade även det nya sågverket vid Domnarvsfallet Det var även han som fick uppdraget att säkerställa att alla broar klarade transporten då Karl XIV Johans sarkofag skulle transporteras från Älvdalen till Gävle. Vid Falu gruva förbättrade han Fredriks konsthjulhus och vattenhjul 1853, uppförde det stora vattenhjulet vid Creutz spelhus 1855. År 1861 avgick Steffansson som konstmästare. Han blev 1862 överbyggmästare för att göra ritningar till det nya järnverket i Sandviken; dessutom blev han disponent för Nyköpings mekaniska verkstad som ingick i bolaget och familjen flyttade till Nyköping.